# Primula calderiana
Primula calderiana är en viveväxtart som beskrevs av Isaac Bayley Balfour och R.E. Cooper. Primula calderiana ingår i släktet vivor, och familjen viveväxter. Utöver nominatformen finns också underarten P. c. acaulescens.